# كولن بارات
كولن بارات (بالإنجليزية: Colin Barratt)‏ هو مجدف بريطاني، ولد في 21 ديسمبر 1948.

## وصلات خارجية
- كولن بارات على موقع الاتحاد الدولي للتجديف (الإنجليزية)